# جيان ماريا روسي
جيان ماريا روسي هو لاعب كرة قدم إيطالي في مركز حراسة المرمى، ولد في 19 نوفمبر 1986 في رافينا في إيطاليا.

## وصلات خارجية
- جيان ماريا روسي على موقع قاعدة بيانات كرة القدم.إي يو (الإنجليزية)
- جيان ماريا روسي على موقع Soccerway.com (الإنجليزية)
- جيان ماريا روسي على موقع عالم كرة القدم.نت (الإنجليزية)